# Езерский, Анатол
Анатол Езерский (пол. Anatol Jezierski) — польский военачальник, полковник кавалерии Войска Польского, ротмистр Русской императорской армии.

## Биография
Анатол Езерский родился в Рязанской губернии, Российская империя. Поступил в Игуменское уездное училище. 15 сентября 1903 года поступил в Виленское пехотное юнкерское училище из которого выпущен 14 июля 1907 года в звании подпоручик. Поступил на службу в Русскую императорскую армию в Зарайский 140-й пехотный полк. В 1913 году перевелся в Заамурский округ, в 3-й Заамурский пограничный пехотный полк. 1 декабря 1914 года переведен в 2-й Заамурский пограничный конный полк. С началом Первой мировой войны продолжал службу во 2-м Заамурском пограничном конном полке. 28 апреля 1915 года награжден Георгиевским оружием за то, что «будучи в чине поручика, 28-го апреля 1915 года, во время конной атаки полка в бою у м. Городенка, приняв командование 3-й сотней, после смерти ее командира, продолжал вести сотню в атаку, ворвался в окопы противника, изрубил их защитников, а затем бросился на полуэскадрон 6-го гусарского германского полка, опрокинул и преследовал его».
После октябрьской революции покинул ряды Русской армии и вступил в Войско Польское на Востоке. С 1918 года заместитель командира 1-го уланского полка, с 1919 полк перешел в состав 5-й дивизии польских стрелков. После капитуляции дивизии в начале 1920 года на станции Клюквенная отказался сложить оружие, поддержав решение командира дивизии полковника Казимира Румши и с боем прорвался в Иркутск, откуда вместе с польскими солдатами и офицерами добрался до порта города Далянь, где погрузившись на судно Ярославль отправился в Польшу.
По прибытии в Польшу принял участие в советско-польской войне, возглавив 18-й уланский полк. Отличился в боях с 23 по 24 сентября 1920 под деревней Скробова, за что был награждён Серебренным крестом ордена Virtuti Militari. После войны занимал должность начальника кадров запасного эскадрона в 18-м уланском полку. С 1924 года возгласил 25-й уланский полк. Отправлен в  отставку 31 августа 1935 года.

## Награды
- Орден Святого Князя Владимира IV-й степени с мечами и бантом. 4 декабря 1915 года.[6]
- Орден Святого Станислава III-й степени с мечами и бантом. 1 мая 1916 года.[7]
- Золотое оружие «За храбрость». 11 сентября 1916.[1]
- Орден Святой Анны IV-й степени с надписью за храбрость. 24 сентября 1916 года.[8]
- Серебренный крест ордена Virtuti Militari[9][4]
- Крест Храбрых (дважды)[4]
- Крест Независимости[4]